# 克里斯蒂娜·马歇尔
克里斯蒂娜·马歇尔（Christine Marshall，1986年8月11日—），美国女子游泳运动员，主攻自由泳。曾参加2008年夏季奥林匹克运动会，最终在女子4×200米自由泳接力项目上收获一枚铜牌。